# Okres Neunkirchen
Okres Neunkirchen je správní obvod v jižní části rakouské spolkové zemi Dolní Rakousy s centrem ve městě Neunkirchen.

## Správní členění
Okres Neunkirchen se člení na 44 obcí, mezi nimi jsou tři města a 17 městysů.

## Vývoj počtu obyvatel

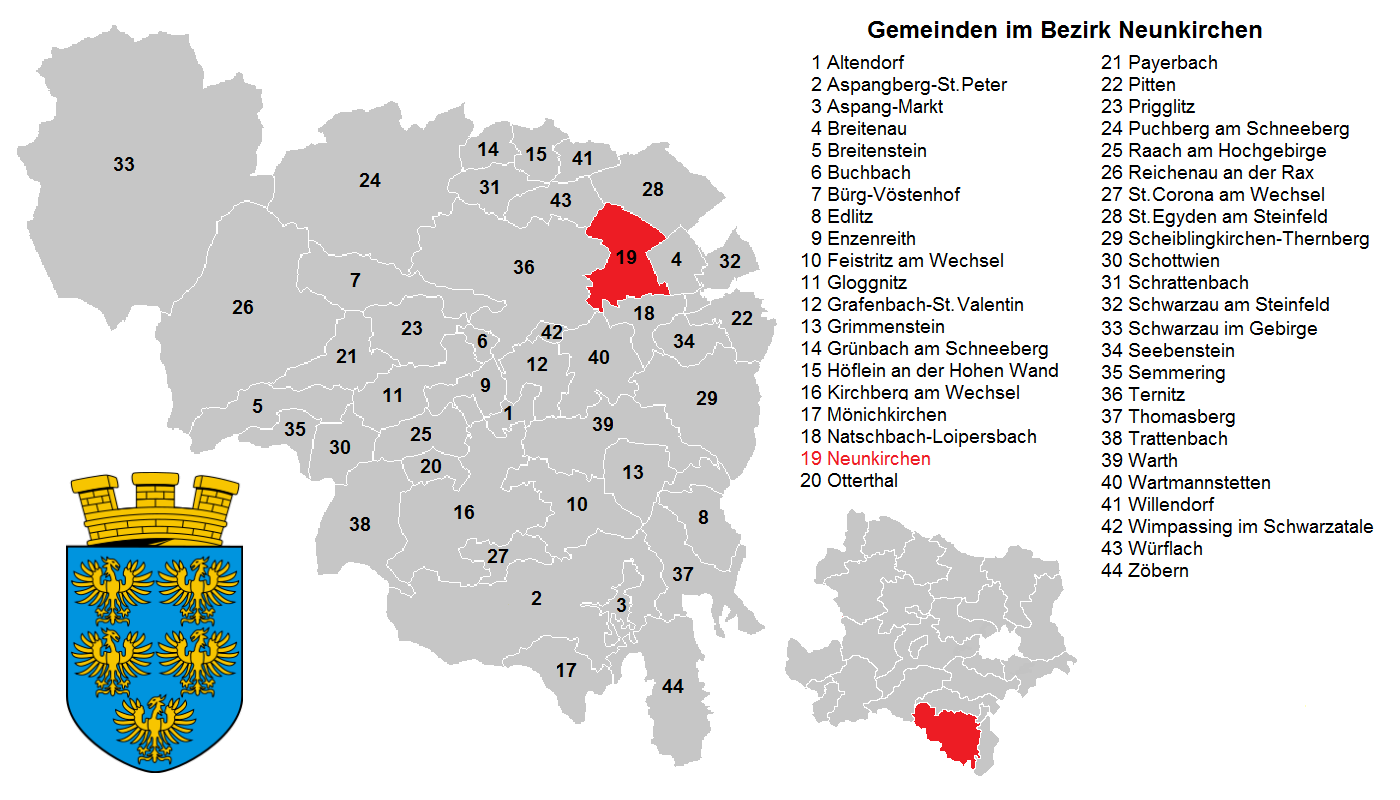
Obce v okresu Neunkirchen

### Města
- Gloggnitz
- Neunkirchen
- Ternitz

### Městysy
- Aspang-Markt
- Edlitz
- Grafenbach-St. Valentin
- Grimmenstein
- Grünbach am Schneeberg
- Kirchberg am Wechsel
- Mönichkirchen
- Payerbach
- Pitten
- Puchberg am Schneeberg
- Reichenau an der Rax
- Scheiblingkirchen-Thernberg
- Schottwien
- Schwarzau im Gebirge
- Warth
- Wartmannstetten
- Wimpassing im Schwarzatale

### Obce
- Altendorf
- Aspangberg-Sankt Peter
- Breitenau
- Breitenstein
- Buchbach
- Bürg-Vöstenhof
- Enzenreith
- Feistritz am Wechsel
- Höflein an der Hohen Wand
- Natschbach-Loipersbach
- Otterthal
- Prigglitz
- Raach am Hochgebirge
- Sankt Corona am Wechsel
- Sankt Egyden am Steinfeld
- Seebenstein
- Semmering
- Schrattenbach
- Schwarzau am Steinfeld
- Thomasberg
- Trattenbach
- Willendorf
- Würflach
- Zöbern